# Internazionali Tennis Val Gardena Südtirol 2023
Gli Internazionali Tennis Val Gardena Südtirol 2023 sono stati un torneo maschile di tennis professionistico giocato sul cemento indoor. È stata la 14ª edizione del torneo, facente parte della categoria Challenger 50 nell'ambito dell'ATP Challenger Tour 2023. Si è giocato al Tennis Center Ortisei di Ortisei, in Italia, dal 23 al 29 ottobre 2023.

## Partecipanti

### Teste di serie
| Nazionalità | Giocatore            | Ranking* | Testa di serie |
| ----------- | -------------------- | -------- | -------------- |
| Giordania   | Abedallah Shelbayh   | 212      | 1              |
| Belgio      | Gauthier Onclin      | 214      | 2              |
| Italia      | Federico Gaio        | 217      | 3              |
| Italia      | Francesco Maestrelli | 218      | 4              |
| Estonia     | Mark Lajal           | 229      | 5              |
| Spagna      | Alejandro Moro Cañas | 233      | 6              |
| Italia      | Stefano Napolitano   | 239      | 7              |
| Ucraina     | Illja Marčenko       | 248      | 8              |

* Ranking al 16 ottobre 2023.

### Altri partecipanti
I seguenti giocatori hanno ricevuto una wild card per il tabellone principale:
- Lorenzo Carboni
- Francesco Forti
- Lorenzo Rottoli

I seguenti giocatori sono entrati in tabellone come alternate:
- Enrico Dalla Valle
- Andrew Paulson

I seguenti giocatori sono passati dalle qualificazioni:
- Lukáš Klein
- Luca Giacomini
- Mirza Bašić
- Hynek Bartoň
- Daniil Glinka
- Ryan Nijboer

## Punti e montepremi
| Torneo    | Torneo              | V     | F     | SF    | QF    | 2T  | 1T  | Q | Q2  | Q1  |
| Singolare | Punti               | 50    | 30    | 17    | 9     | 4   | 0   | 3 | 1   | 0   |
| Singolare | Premi in denaro (€) | 4,910 | 2,950 | 1,735 | 1,000 | 600 | 360 | – | 180 | 110 |
| Doppio    | Punti               | 50    | 30    | 17    | 9     | –   | 0   | – | –   | –   |
| Doppio    | Premi in denaro (€) | 1,900 | 1,110 | 670   | 390   | –   | 225 | – | –   | –   |

## Campioni

### Singolare
Lukáš Klein ha sconfitto in finale  Maks Kaśnikowski con il punteggio di 6(4)–7, 7–6(4), 7–6(6).

### Doppio
Andrew Paulson /  Patrik Rikl hanno sconfitto in finale  Maximilian Neuchrist /  Jakub Paul con il punteggio di 4–6, 7–6(7), [11–9].